# Copa Verde
La Copa Verde es un torneo regional de fútbol de Brasil que comenzó a disputarse en 2014 entre equipos de la Región Norte y Centro-Oeste, más equipos del Estado de Espírito Santo.
El torneo es organizado por la Confederación Brasileña de Fútbol, con un formato de disputa de eliminación directa a partidos de ida y vuelta, similar al utilizado en la Copa de Brasil. Se desarrolla entre los meses de octubre a diciembre.

## Historia
El torneo fue creado con la finalidad de realizar una competición regional para los cuadros de la Región Norte de Brasil, similar a la Copa do Nordeste, el significado del nombre del torneo es alusión a la Selva Amazónica, es por ello su denominación de Copa Verde. La competencia fue ampliada, para incluir a los equipos de la región centro-oeste y del Estado de Espírito Santo ya que dicho estado compitió en la extinta Copa Centro-Oeste.

## Cupos por estados
- 24 clubes participantes por edición.

| Cupos | Estado              | Campeonato                               |
| ----- | ------------------- | ---------------------------------------- |
| 2     | Amazonas            | 1º y 2º del Campeonato Amazonense        |
| 2     | Distrito Federal    | 1º y 2º del Campeonato Brasiliense       |
| 2     | Espírito Santo      | 1º y 2º del Campeonato Capixaba          |
| 2     | Acre                | 1º y 2º del Campeonato Acreano           |
| 2     | Mato Grosso del Sur | 1º y 2º del Campeonato Sul-Matogrossense |
| 1     | Amapá               | 1º del Campeonato Amapaense              |
| 1     | Goiás               | 1º del Campeonato Goiano                 |
| 1     | Mato Grosso         | 1° del Campeonato Matogrossense          |
| 1     | Pará                | 1° del Campeonato Paraense               |
| 1     | Rondonia            | 1º del Campeonato Rondoniense            |
| 1     | Roraima             | 1º del Campeonato Roraimense             |
| 1     | Tocantins           | 1º del Campeonato Tocantinense           |

Además, de los equipos clasificados por los campeonatos estatales, siete equipos más se clasifican por la clasificación del ranking de la CBF.

## Campeones
| Remo Pará | Brasiliense Distrito Federal |

| Paysandu Pará | Luverdense Mato Grosso |

| Remo Pará | Aparecidense Goiás |

| Santos - AP Amapá | Rondoniense Rondonia |

| Luverdense Mato Grosso | Manaus Amazonas |

| Goiás | Remo Pará |

| Vila Nova Goiás | Manaus Amazonas |

| Paysandu Pará | Nova Mutum Mato Grosso |

| Brasiliense Distrito Federal | São Raimundo Amazonas |

| Remo Pará | Cuiabá Mato Grosso |

| Remo Pará | Cuiabá Mato Grosso |

| São Raimundo-RR Roraima | Brasiliense Distrito Federal |

Nota: El 28 de julio de 2014, se declaró ganador de la Copa Verde al Paysandu de Belém, debido a las irregularidades al equipo de Brasilia, mismo equipo que apelaría la decisión y obtener que se revea la decisión temporalmente, al final la Corte Superior de Justicia Deportiva (CSJD), declaró a Brasilia como el campeón.

## Títulos por club
| Equipo              | Estado           | Títulos | Años campeón                 | Subtítulos | Años subcampeón        |
| ------------------- | ---------------- | ------- | ---------------------------- | ---------- | ---------------------- |
| Paysandu            | Pará             | 5       | 2016, 2018, 2022, 2024, 2025 | 4          | 2014, 2017, 2019, 2023 |
| Cuiabá              | Mato Grosso      | 2       | 2015, 2019                   | -          |                        |
| Remo                | Pará             | 1       | 2021                         | 2          | 2015, 2020             |
| Goiás               | Goiás            | 1       | 2023                         | 1          | 2025                   |
| Brasília            | Distrito Federal | 1       | 2014                         | -          |                        |
| Brasiliense         | Distrito Federal | 1       | 2020                         | -          |                        |
| Luverdense          | Mato Grosso      | 1       | 2017                         | -          |                        |
| Vila Nova           | Goiás            | -       |                              | 3          | 2021, 2022, 2024       |
| Gama                | Distrito Federal | -       |                              | 1          | 2016                   |
| Atlético Itapemirim | Espírito Santo   | -       |                              | 1          | 2018                   |

## Títulos por estado
| Estado           | Campeón | Subcampeón |
| ---------------- | ------- | ---------- |
| Pará             | 6       | 6          |
| Mato Grosso      | 3       | -          |
| Distrito Federal | 2       | 1          |
| Goiás            | 1       | 4          |
| Espírito Santo   | -       | 1          |

## Goleadores
| Año  | Jugador                 | Club                  | Goles | Ref.  |
| ---- | ----------------------- | --------------------- | ----- | ----- |
| 2014 | Lima                    | Paysandu              | 7     | [ 2 ] |
| 2015 | Raphael Luz             | Cuiabá                | 8     | [ 3 ] |
| 2016 | Rafael Grampola         | Gama                  | 6     | [ 4 ] |
| 2017 | Careca                  | Rondoniense           | 5     | [ 5 ] |
| 2018 | Cassiano                | Paysandu              | 9     | [ 6 ] |
| 2019 | Douglas Oliveira        | Luverdense            | 5     | [ 7 ] |
| 2020 | Alan Mineiro Diego Rosa | Vila Nova Manaus      | 5     |       |
| 2021 | Neto Pessoa             | Remo                  | 9     |       |
| 2022 | Marlon Yan              | Paysandu São Raimundo | 3     |       |
| 2023 | Wanderson               | São Francisco         | 4     |       |
| 2024 | Nicolas                 | Paysandu              | 6     |       |
| 2025 | Rossi                   | Paysandu              | 4     |       |